# Festung Pillau
Die Festung Pillau, seit 1888 auch Fort Stiehle (nach Gustav von Stiehle), wurde 1626 in Pillau, heute Baltijsk angelegt. Sie ist ein regelmäßiges Fünfeck, mit Wassergraben und Wällen umgeben. Die Außenwerke waren aber ständig der Versandung ausgesetzt. Zur Festung gehörten das Zeughaus, die Magazine und die Arsenale.

## Geschichte

Pillau auf der nördlichen Frischen Nehrung, dem Festland-Streifen zwischen Frischem Haff und Danziger Bucht, auf einer Landkarte von 1910.

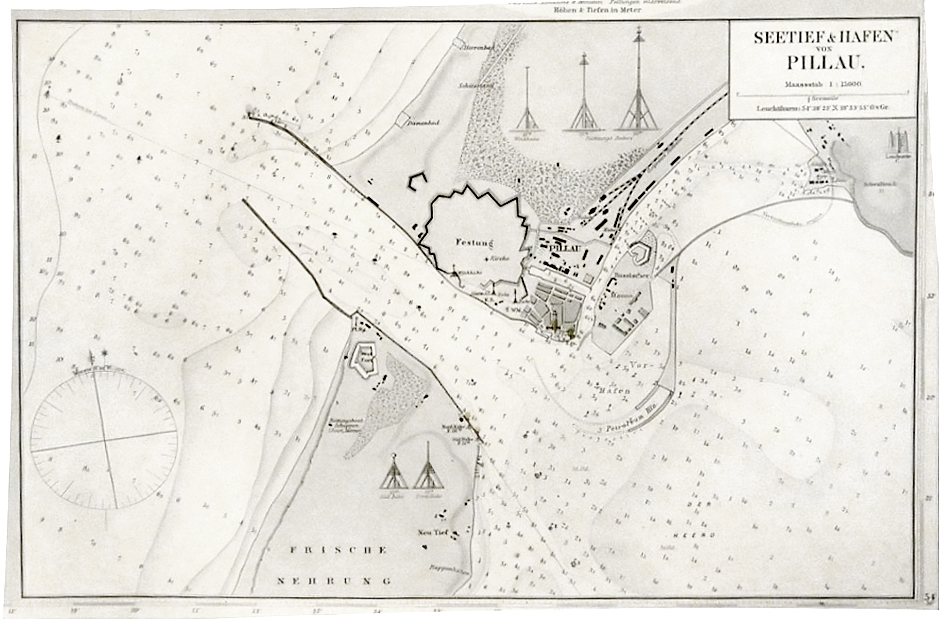
Festung Pillau in Seekarte von 1880

Die Zufahrt zum Frischen Haff hat sich in der Vergangenheit oft geändert. So war sie im Mittelalter bei Lochstedt, das durch die Burg Lochstedt gesichert wurde. Aber das Lochstedter Tief begann 1311 schon wieder zu versanden und machte es größeren Schiffen unmöglich, in das Haff und damit weiter nach Königsberg einzufahren. 1497 entstand, durch eine Sturmflut, das Pillauer Tief mit 550 m Länge, 360 m Breite. Diese neue Durchfahrt durch die Frische Nehrung zwischen Frischem Haff und Ostsee war nun auch wieder für die Koggen der Hanse passierbar. Wer dieses Tief kontrollierte, kontrollierte den Handel, konnte Zölle erheben, oder Königsberg vom Handel abschneiden.
Im Zuge des Dreißigjährigen Krieges landete am 6. Juli 1626 der schwedische König Gustav Adolf mit einer Flotte von 37 Schiffen in Pillau, das anschließend von den Schweden zehn Jahre lang besetzt war. Sie bauten die schon vorhandenen Schanzen aus und errichteten die Festung Pillau. Während der Schwedenzeit vergrößerte sich der Ort, eine erste Kirche aus Holz wurde erbaut. Am 20. November 1656 erhielt der Große Kurfürst durch den Vertrag von Labiau die Festung von den Schweden und baute Pillau zum brandenburgischen Flottenstützpunkt aus. Dadurch wuchs die Bevölkerung erneut an, im Einzugsgebiet der Festung siedelten sich Lotsen, Händler und ehemalige Offiziere an. 1660 wurde die Holzkirche durch einen Steinbau ersetzt und erhielt eine Orgel.
König Friedrich Wilhelm I. verlieh Pillau am 18. Januar 1725 das Stadtrecht und baute die Festung zum gegenwärtigen Stand aus. Im Siebenjährigen Krieg standen Stadt und Festung von 1758 bis 1762 unter russischer Besatzung. Im Vierten Koalitionskrieg belagerten französische Truppen 1807 Pillau vergeblich, so dass die Festung durch den Tilsiter Frieden für Preußen erhalten blieb. 
Von 1791 bis 1805 wurde unter Paul von Gonzenbachs Leitung die Wiederherstellung der Festung durchgeführt, die 645 000 Taler kostete. 
Infolge des französisch-preußischen Bündnisses gegen Russland musste die Festung im Sommer 1812 ein französisches Besatzungskontingent von 1200 Mann unter General Castella aufnehmen. Als Ostpreußen sich Anfang 1813 gegen Napoleon erhob, gelang es dem Kommandanten des preußischen Kontingentes bei dem Erscheinen russischer Truppen vor Pillau, die französische Besatzung am 8. Februar 1813 zum kampflosen Abzug zu bewegen und eine Einnahme der Festung durch die Russen zu verhindern. Am 25. April 1945 wurde Pillau und seine Festung als letzte ostpreußische Stadt (wegen ihrer exponierten Lage) von der Roten Armee erobert.

### Amtsbezirk Festung Pillau (1885–1903)
Am 2. Juli 1885 wurde aus dem Gutsbezirk Pillau, Festung, der bisher zum Amtsbezirk Alt Pillau gehörte, der neue Amtsbezirk „Festung Pillau“ gebildet. Er bestand lediglich aus diesem einen Gutsbezirk und gehörte zum Landkreis Fischhausen im Regierungsbezirk Königsberg der preußischen Provinz Ostpreußen. Seit am 30. März 1903 der Gutsbezirk Pillau, Festung, in die Stadtgemeinde Pillau eingegliedert wurde, gab es den Amtsbezirk „Festung Pillau“ nicht mehr.

## Liste der Gouverneure und Kommandanten

### Gouverneure
- 1636 Melchior von Dargitz, Obrist
- 1636 Heinrich Groß genannt Pfersfeld, Obrist
- 1641 Otto Wilhelm von Podewils, Obrist
- 1657 Pierre de la Cave, Generalmajor
- 1679 Freiherr Joachim Heinrich Truchsess von Waldburg, Generalmajor und Kommandant
- 1684 Wolfgang Christoph Truchsess von Waldburg, Generalmajor
- 1688 Johann Georg von Belling, Generalmajor
- 1689 Wilhelm von Brandt Generalmajor ‐ später Gouverneur von Magdeburg (1692–1701) und Küstrin (1701)
- 1692 Alexander Graf zu Dohna, Generalfeldmarschall
- 1728 Graf Albrecht Konrad Finck von Finckenstein, Generalfeldmarschall ‐ auch Gouverneur von Memel
- 1736 Erhard Ernst von Roeder, Generalfeldmarschall  ‐ auch Gouverneur von Kolberg und Memel
- 1743 Johann von Lehwaldt Generalfeldmarschall  ‐ auch Gouverneur von Königsberg und Memel
- 1768 Joachim Friedrich von Stutterheim, Generalleutnant  ‐ auch Gouverneur von Königsberg und Memel
- 1786 Dubislav Friedrich von Platen, General der Kavallerie  ‐  auch Gouverneur von Königsberg und Memel
- 1787  Graf Albrecht Dietrich Gottfried von und zum Egloffstein, Generalleutnant ‐ auch Gouverneur von Königsberg und Memel

### Kommandanten
- 1641 Otto von Prömock (Prembock)[2]
- 1678 Patrick Hamilton, Oberstleutnant später Kommandant von Memel
- 1679 Benedikt Steffens, Oberstleutnant
- 1679 Freiherr Joachim Heinrich Truchsess von Waldburg, Generalmajor, später Gouverneur
- 1684 Johann Christoph von Goetze, Oberstleutnant, später Gouverneur von Küstrin und Peitz
- 1685 Gottfried Eberhard von Eberschwein, Oberstleutnant
- 1689 Bernd Christian von Schoenebeck, Oberst, später Kommandant von Colberg
- 1691 Martin von Dittmansdorf, Oberst später Kommandant von Colberg
- 1697 Georg Boguslav von Wobeser, Generalleutnant
- 1722 Kaspar Dietlof von Winterfeld, Oberst
- 1725 Peter von Seers, Generalmajor
- 1727 Constantin von Billerbeck (1673–1744), Oberst
- 1742 Georg Werner von der Schulenburg, Oberst
- 1744 Ernst Conrad von Brandiß, Oberst
- 1756 Hennert von Wuthenow,  Oberstleutnant
- 1757–1763 russische Verwaltung
- 1763  von Sydow († 1770), Oberst
- 1770 vacant, Friedrich II. plant die Festung zu Gunsten von Gaudenz aufzugeben
- 1787 Viktor Amadeus Henckel von Donnersmarck, Generalleutnant, später Kommandant von Memel und Gouverneur von Königsberg
- 1796 Johann Christoph Lenz, Oberst
- 1806 Johann Friedrich von Herrmann, Oberst, 1. Kommandant
- 1806 Gustav von Stärck, Major, 2. Kommandant
- 1808 Ernst Christian Albert von Tresckow, Oberst, mit der Wahrnehmung der Geschäfte beauftragt
- 1815 Ludwig Ernst Christian von Kyckpusch, Major
- 1815 Alexander von Trabenfeldt, Oberst
- 1827 Friedrich von Petersdorff, Oberst, zuvor Kommandant von Memel, später in Thorn
- 1837 Karl Friedrich Leopold von Stuckrad, Oberst/Generalmajor